# Tobias Nißler
Tobias Nißler (* 23. November 1853 in Alfershausen; † 2. Juni 1907 ebenda) war ein deutscher Landwirt, Bürgermeister und Mitglied des Deutschen Reichstags.

## Leben
Nißler besuchte die Volksschule in Alfershausen. Seit 1883, als er das elterliche Anwesen übernahm, war er selbständig als Landwirt tätig. Er diente von 1874 bis 1877 beim Königlich Bayerischen 12. Infanterie-Regiment in Neu-Ulm. Danach war er 15 Jahre Bürgermeister in seinem Geburtsort Alfershausen. Im Oktober 1902 legte er dieses Amt aus Gesundheitsrücksichten nieder. Weiter war er Mitglied des Distriktsrats seit 1887, der bayerischen Generalsynode seit 1889 und Träger des Verdienstkreuzes zum Michaelsorden.
Ab 1891 war er Mitglied der Bayerischen Kammer der Abgeordneten und ab 1898 Mitglied des Deutschen Reichstags für den Wahlkreis Mittelfranken 5 (Dinkelsbühl, Gunzenhausen, Feuchtwangen) und die Deutschkonservative Partei. Beide Mandate endeten mit seinem Tode.